# Psi (client de missatgeria instantània)
Psi és un client per a la xarxa de missatgeria instantània XMPP/Jabber. És programari lliure de codi obert distribuït sota la llicència GPL. Suporta Sales de Conferencia Multiusuari (MUC), transferència d'arxius, Personal Eventing via Pubsub (PEP), control remot, etc. Està programat amb les llibreries gràfiques Qt i pot executar-se a Microsoft Windows, GNU/Linux i MacOS.
El programari permet parlar amb usuaris que usen ICQ, MSN Messenger, Yahoo! Messenger o AIM, ja que XMPP permet la creació de passarel·les cap a altres serveis.